# Фалештский район
Фале́штский райо́н (рум. Raionul Fălești, Район Фалешты) — административно-территориальная единица Республики Молдова.

## История
Как и большинство районов Молдавской ССР, образован 11 ноября 1940 года с центром в городе Фалешты. До 16 октября 1949 года находился в составе Бельцкого уезда, после упразднения уездного деления перешёл в непосредственное республиканское подчинение.
С 31 января 1952 года по 15 июня 1953 года район входил в состав Бельцкого округа, после упразднения окружного деления вновь перешёл в непосредственное республиканское подчинение.
9 января 1956 года в состав Фалештского района передана территория упраздняемого Скулянского района, однако впоследствии почти половина этой территории передана Унгенскому району.
25 декабря 1962 года в состав Фалештского района был передан упраздняемый Унгенский район, а также небольшая часть Бельцкого района, но уже через два года Унгенский район был восстановлен.
С 1999 года по 2002 год, в рамках проводимой административной реформы, район являлся частью Бельцкого уезда. После упразднения уездного деления, район вновь стал самостоятельной административной единицей.

## География
Фалештский район расположен в северо-западной части Молдовы. Граничит на севере с Глодянским районом, на северо-востоке с муниципием Бельцы, на востоке с Сынжерейским районом, на юге с Унгенским районом и на западе с Ясским жудецем Румынии.

## Население
|         | 2003 год | 2004 год | 2005 год | 2006 год |
| ------- | -------- | -------- | -------- | -------- |
| Фалешты | 18 300   | 18 200   | 14 800   | 15 100   |
| сёла    | 77 550   | 77 900   | 75 000   | 74 700   |
| Всего:  | 95 850   | 96 100   | 89 800   | 89 800   |

## Известные уроженцы
- Санду, Майя (род. 1972) — президент Республики Молдова.
- Вакарчук, Вадим (род. 1972) — молдавский тяжелоатлет.
- Дубиновский, Лазарь Исаакович (1910—1982) — советский скульптор-портретист.
- Илашку, Илие (род. 1952) — молдавский и румынский политический деятель.
- Пасат, Валерий Иванович (род. 1958) — молдавский политик.
- Усатый, Ренато Георгиевич (род. 1978) — молдавский политик.